# Контейнеровоз H-класу

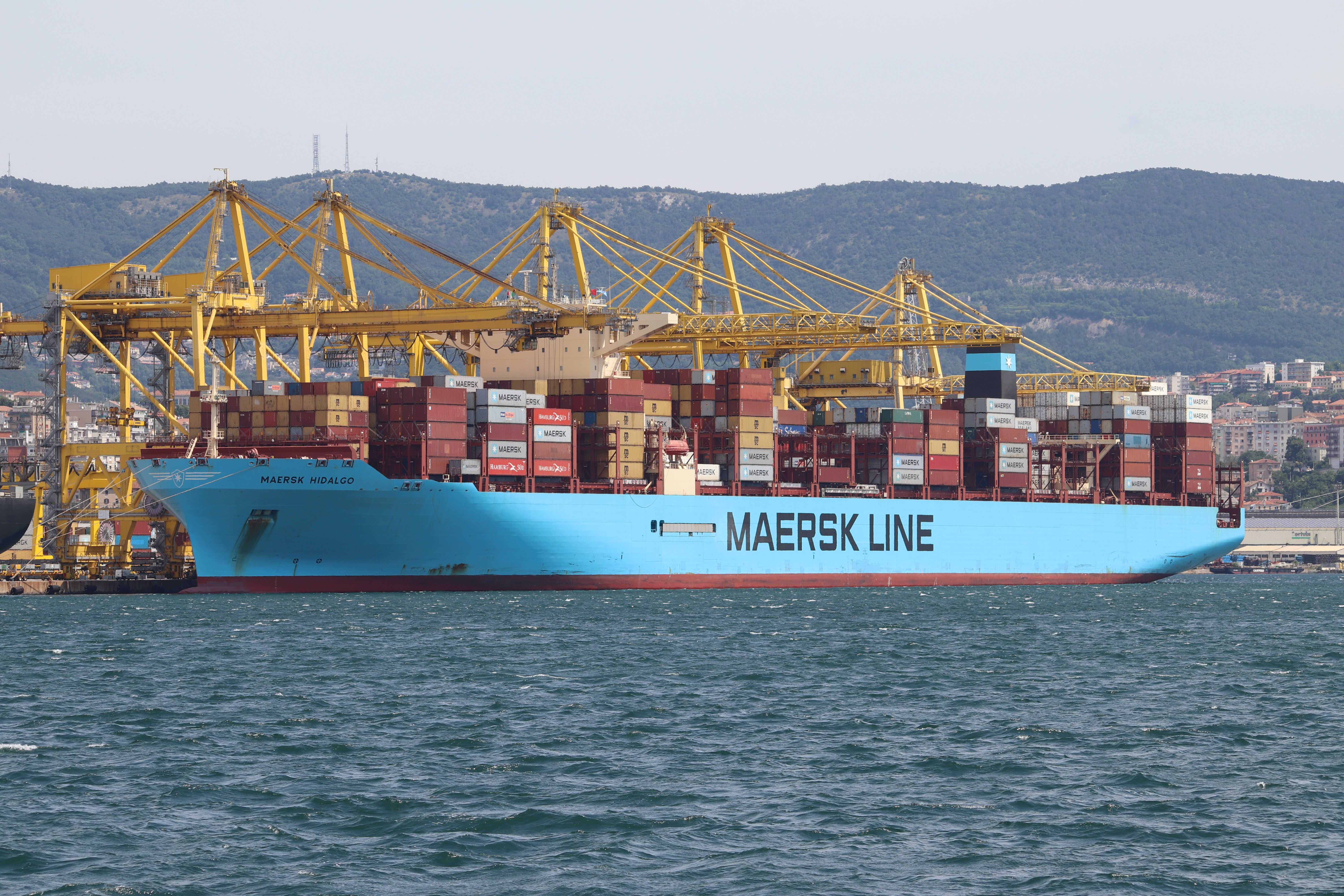
Maersk Hidalgo в порту Трієста.

Клас H — це клас контейнеровозів, експлуатуються датською судноплавною компанією Maersk Line. Кораблі були побудовані компанією Hyundai Heavy Industries на їх верфі в Ульсані, Південна Корея.
Кораблі мають довжину 353 метри у довжину та 53,5 в ширину. Корабель має 21 контейнерний відсік і може перевозити на палубі максимум 21 контейнер. Вони не розроблені з урахуванням певної швидкості та осадки, тому їх можна розгортати як на торгових маршрутах зі сходу на захід, так і на північ-південь.
Перші 9 кораблів Maersk замовила в 2015 році. У 2018 році компанія Maersk оголосила, що замовила 2 додаткові кораблі у того ж суднобудівника.

## Пожежа Maersk Honam у 2018 році
6 березня 2018 року в одному з вантажних трюмів Maersk Honam сталася велика пожежа. Знадобилося більше 3 днів, щоб взяти вогонь під контроль, і судно продовжувало горіти ще кілька днів. Четверо членів екіпажу загинули. Корабель вдалося врятувати, а пошкоджені частини судна відновити. Корабель було перейменовано в Maersk Halifax перед тим, як знову вступити в експлуатацію.

## Список кораблів
| Назва корабля                     | Номер двору | номер IMO | Доставлено       | Статус         | посилання |
| --------------------------------- | ----------- | --------- | ---------------- | -------------- | --------- |
| Maersk Hong Kong                  | 2871        | 9784257   | 6 липня 2017 р   | Експлуатується |           |
| Maersk Horsburgh                  | 2872        | 9784269   | 11 серпня 2017 р | Експлуатується |           |
| Maersk Honam тепер Maersk Halifax | 2873        | 9784271   | 31 серпня 2017 р | Експлуатується |           |
| Maersk Hidalgo                    | 2874        | 9784283   | 16 жовтня 2017 р | Експлуатується |           |
| Maersk Hanoi                      | 2875        | 9784259   | 6 січня 2018     | Експлуатується |           |
| Maersk Hangzhou                   | 2876        | 9784300   | 5 лютого 2018 р  | Експлуатується |           |
| Maersk Hamburg                    | 2877        | 9784312   | 1 травня 2018 р  | Експлуатується |           |
| Maersk Herrera                    | 2878        | 9784324   | 31 липня 2018 р  | Експлуатується |           |
| Maersk Havana                     | 2879        | 9784336   | 4 січня 2019 р   | Експлуатується |           |
| Maersk Huacho                     | 3040        | 9848948   | 15 квітня 2019 р | Експлуатується |           |
| Maersk Houston                    | 3041        | 9848950   | 15 травня 2019 р | Експлуатується |           |